# Nordea Masters 2011
De Nordea Masters 2011 is een golftoernooi van de Europese PGA Tour. Het toernooi wordt van 21-24 juli voor de tweede keer gespeeld op de Bro Hof Slott Golf Club bij Stockholm. Het toernooi werd in 2010 gewonnen door Richard S Johnson. Het prijzengeld voor 2011 is € 1.500.000.

## De baan
Ook Zweden zou graag de Ryder Cup over enkele jaren ontvangen en met deze ambitie werd de golfclub opgericht. De club had zich gericht op 2018 net als The Dutch, maar inmiddels is bekend dat de Ryder Cup dat jaar naar Frankrijk gaat.

In 2007 werd de eerste 18-holes golfbaan geopend, de Stadium Course en vervolgens de iets kortere 18-holes Castle Course, beide ontworpen door Robert Trent Jones Jr. De banen liggen langs het Mälarmeer. Het clubhuis is een oud kasteel. Eigenaar van de baan is Björn Örås, oprichter van Poolia. Hij veranderde de naam van Bro Gård  naar  Bro Hof Slott, restaureerde het kasteel en kreeg in 2004 toestemming er een golfbaan aan te leggen.

## Verslag
Ronde 1
Drie spelers staat aan de leiding na de eerste ronde. Twee geroutineerde tour-spelers en de 22-jarige amateur Robert Karlson, die de naam draagt van een bekende Zweedse landgenoot. Alexander Norén leidt het toernooi met een voorsprong van drie slagen. Zijn ronde van 66 is vooropig het toernooirecord.
Ronde 2
Robert Karlsson en Scott Hend speelden in de ochtendronde. Zij maakten een ronde van 70 en kwamen met een totaal van -5 naast de leiders te staan, die zelf nog moesten afslaan.
Ronde 3
Alexander Norén verbeterde het baanrecord met twee slagen en bracht een score van 63 binnen.  Daardoor heeft hij nu elf slagen voorsprong op nummer 2, hetgeen bijna een record op de Europese Tour. Alleen Retief Goosen had in 2002 een voorsprong na drie rondes van 13 slagen.

Ronde 4
Ondanks een laatste ronde van 77 heeft Norén dit toernooi gewonnen. Hij speelde in de laatste flight met Bubba Watson die zelfs 78 maakte. Er was zoveel wind dat slechts één speler een score onder par binnenbracht. Dit was Richard Finch, die daarmee op de 2de plaats eindigde. Norén, die zelf uit Stockholm komt, zei later dat hij nog nooit zoveel wind in Zweden had meegemaakt.
- Leaderboard

| Naam                    | R1 | Score | Nr  | R2 | Score | Totaal | Nr  | R3 | Score | Totaal | Nr  | R4 | Score | Totaal | Nr  |
| ----------------------- | -- | ----- | --- | -- | ----- | ------ | --- | -- | ----- | ------ | --- | -- | ----- | ------ | --- |
| Alexander Norén         | 67 | -5    | T1  | 66 | -6    | -11    | 1   | 63 | -9    | -20    | 1   | 77 | +5    | -15    | 1   |
| Richard Finch           | 69 | -3    | T8  | 72 | par   | -3     | T36 | 70 | -2    | -5     | T11 | 69 | -3    | -8     | 2   |
| Niklas Lempke           | 68 | -4    | T   | 72 | par   | -4     | T   | 70 | -2    | -6     | 2   | 73 | +1    | -5     | 3   |
| Scott Hend              | 69 | -3    | T8  | 70 | -2    | -5     | T5  | 71 | -1    | -6     | T5  | 74 | +2    | -4     | T4  |
| Pablo Martin            | 69 | -3    | T8  | 72 | par   | -3     | T36 | 69 | -3    | -6     | T5  | 74 | +2    | -4     | T4  |
| Bubba Watson            | 71 | -1    | T22 | 67 | -5    | -6     | T3  | 69 | -3    | -9     | T2  | 78 | +6    | -3     | T6  |
| Jaco Van Zyl            | 67 | -5    | T1  | 71 | -1    | -6     | T3  | 70 | -2    | -8     | T3  | 79 | +7    | -1     | T10 |
| Robert Karlsson         | 69 | -3    | T8  | 70 | -2    | -5     | T5  | 72 | par   | -5     | T12 | 77 | +5    | par    | T16 |
| Anthony Wall            | 69 | -3    | T8  | 70 | -2    | -5     | T5  | 72 | par   | -5     | T12 | 77 | +5    | par    | T16 |
| Robert Karlsson Jr (AM) | 67 | -5    | T1  | 75 | +3    | -2     | T20 | 70 | -2    | -4     | T22 | 78 | +6    | +2     | T24 |
| Robert-Jan Derksen      | 73 | +1    | T43 | 72 | par   | +1     | T52 | 70 | -2    | -1     | T40 | 77 | +5    | +4     | T29 |
| Shiv Kapur              | 70 | -2    | T16 | 66 | -6    | -8     | T2  | 78 | +6    | -2     | T32 | 80 | +8    | +6     | T40 |
| Floris de Vries         | 73 | +1    | T43 | 72 | par   | +1     | T52 | 79 | +7    | +8     | T63 | 74 | +2    | +10    | T54 |
| Tim Sluiter             | 74 | +2    | T69 | 75 | +3    | +5     | MC  |    |       |        |     |    |       |        |     |
| Maarten Lafeber         | 74 | +2    | T69 | 81 | +9    | +11    | MC  |    |       |        |     |    |       |        |     |

| Leider |  | Toernooirecord |  | MC = missed cut = cut gemist |  | AM = Amateur |

## De spelers
| - Felipe Aguilar - Thomas Aiken - Fredrik Andersson Hed - Peter Baker (1993) - Seve Benson - Thomas Bjørn - Richard Bland - Liam Bond - Gary Boyd - Markus Brier - Mark Brown - Rafael Cabrera Bello - Michael Campbell - Alejandro Cañizares - Magnus A. Carlsson - Christian Cévaër - S S P Chowrasia - George Coetzee - Robert Coles - Rhys Davies - Carlos Del Moral - François Delamontagne - Robert-Jan Derksen - Robert Dinwiddie - Stephen Dodd - Andrew Dodt - Jamie Donaldson - Nick Dougherty | - Bradley Dredge - David Drysdale - Victor Dubuisson - Rafa Echenique - Pelle Edberg - Johan Edfors - Niclas Fasth - Kenneth Ferrie - Richard Finch - Oliver Fisher - Oscar Florén - Mark Foster - Marcus Fraser - Florian Fritsch - Lorenzo Gagli - Sebi García - Alfredo García Heredia - Ignacio Garrido - Daniel Gaunt - Jean-Baptiste Gonnet - Tano Goya - Richard Green - Mark F Haastrup - Joakim Haeggman (1997) - Todd Hamilton - Søren Hansen - Peter Hanson - Andreas Hartø | - Grégory Havret - Oskar Henningsson - Michael Hoey - David Howell - Jeppe Huldahl - Scott Jamieson - Eirik Tage Johansen - Per-Ulrik Johansson - Richard S Johnson (2010) - Michael Jonzon - Alexandre Kaleka - Shiv Kapur - Robert Karlsson - James Kingston - Søren Kjeldsen - Mikko Korhonen - Maarten Lafeber - José Manuel Lara - Steve Lewton - Mikael Lundberg - David Lynn - Stuart Manley - Pablo Martín - Richard McEvoy - Ross McGowan - Damien McGrane - Edoardo Molinari - James Morrison | - George Murray - Christian Nilsson - Matthew Nixon - Noh Seung-yul - Alexander Norén - Thomas Norret - Shaun Norris - Steven O'Hara - Fredrik Ohlsson - Pedro Oriol - Wade Ormsby - Gary Orr - Hennie Otto - Jesper Parnevik (1995, 1998) - John Parry - Phillip Price - Manuel Quiros - Robert Rock - Brett Rumford - Elliot Saltman - Lloyd Saltman - Marcel Siem - Jeev Milkha Singh - Joel Sjöholm - Lee Slattery - Tim Sluiter - Henrik Stenson - Scott Strange | - Marius Thorp - Mark Tullo - Jaco Van Zyl - Alvaro Velasco - Floris de Vries - Simon Wakefield - Anthony Wall - Marc Warren (2006) - Romain Wattel - Steve Webster - Martin Wiegele - Bernd Wiesberger - Oliver Wilson - Fabrizio Zanotti - Julio Zapata - Matthew Zions Nationale rangorde - Kristoffer Broberg - Andreas Andersson - Jacob Roth Invitaties - Dustin Johnson - Jin Jeong - Bubba Watson - Scott Pinckney (AM) Amateurs - Robert Karlsson Jr. - Tom Lewis |

Scott Pinckney uit Scottsdale, Arizona is een 22-jarige amateur, in juni afgestudeerd van de Arizona State University, waar hij college golf speelde. Op 8-jarige leeftijd droomde hij er al van ooit in het US Open en de Masters te spelen. In 2011 speelde hij in het US Open. Zijn leeftijdgenoot en beste vriend Rory McIlroy won het Open.
Pinkney heeft net een managementcontract afgesloten met Chubby Chandler van International Sports Management, waar ook McIlroy onder contract staat. Hij is nog niet professional geworden.